# Matti Hagelberg
Matti Hagelberg, né en 1964 à Kirkkonummi en Finlande, fait partie des chefs de file de la bande dessinée nordique contemporaine et est, avec Gunnar Lundkvist ou Max Andersson, un des premiers auteurs de cette région à avoir été traduit en français. Il réalise des planches sur carte à gratter, ce qui lui permet d'avoir un style très personnel, mêlant à la fois raideur et mouvement. Il superpose souvent cela à son autre style au pinceau beaucoup plus minimaliste, qu'il développe entièrement dans Hard West.

## Biographie
Sa première apparition sur la scène ouest-européenne se fait en janvier 1996 chez Chacal Puant avec une publication dans le second numéro de La Monstrueuse suivie du petit album au format strip The sinful Ways of Simpli City and The Birth of Lauri Kenttä, the champion of God. Cette publication est en anglais et très peu diffusée. Encore moins remarquée est la publication en 2000 de Mr Mokamat, aux éditions du Dernier Cri, recueil sérigraphié de dessins divers.
Sa participation au Comix 2000 lui permet de rentrer dans la sphère de L'Association et de se faire connaître par son président Jean-Christophe Menu qui, passionné par l'œuvre d'Hagelberg décide de la traduire.
Sont sortis ainsi en 2002 et 2003 deux albums, Holmenkollen et Le sultan de Vénus et autres moelles d'invertébrés, recueils d'histoires poético-absurdes. On y croise Cousteau, Hitler, Mickey ou encore Matti lui-même dans des décors aussi variés que des îles désertes où des ours en peluches font la fête, des vaisseaux spatiaux, des hauts-fonds marins pleins de poissons très étranges ou des salles de bains où l'on reçoit de drôles de visite... 
Auteur peu grand public, il est néanmoins reconnu par les amateurs de bande dessinée alternative et est considéré par Jean-Christophe Menu comme un « génie méconnu » (Éditorial de Lapin no 34).

## Œuvres
- The sinful Ways of Simpli City and The Birth of Lauri Kenttä, the champion of God, Chacal Puant, 1996.
- Participation à Comix 2000, L'Association, 1999
- Mr Mokamat, Le Dernier Cri, 2000
- Holmenkollen, L'Association, 2002  (ISBN 2-84414-064-5).
- Le sultan de Vénus et Autres Moelles d'invertébrés, L'Association, coll. « Ciboulette », 2003  (ISBN 978-2-84414-136-1).
- L'Inde pleut sur mon défilé, dans L'Association en Inde, L'Association, coll. « Éperluette », 2006  (ISBN 2-84414-195-1).
- Kekkonen, L'Association, 2007  (ISBN 978-2-84414-229-0).
- Hard West, L'Association, 2009  (ISBN 978-2-84414-300-6).
- Le 14e Jour du mois, The Hoochie Coochie, 2014  (ISBN 978-2-916049-38-0).
- Silvia Regina, L'Association, 2015  (ISBN 978-2-84414-567-3).

## Récompenses
- 1997 : Chapeau de Puupää, pour B.E.M.
- 2002 : Prix Urhunden du meilleur album étranger pour Holmenkollen